# Sheffield, Massachusetts
Sheffield är en kommun (town) i Berkshire County i delstaten Massachusetts, USA med cirka 3 335 invånare (2000). Den har enligt United States Census Bureau en area på 125,7 km².